# Terellia ruficauda
Terellia ruficauda is een vlieg uit de familie van de boorvliegen (Tephritidae). De wetenschappelijke naam van de soort werd als Musca ruficauda in 1794 gepubliceerd door Johann Christian Fabricius.